# Alberg de Castella

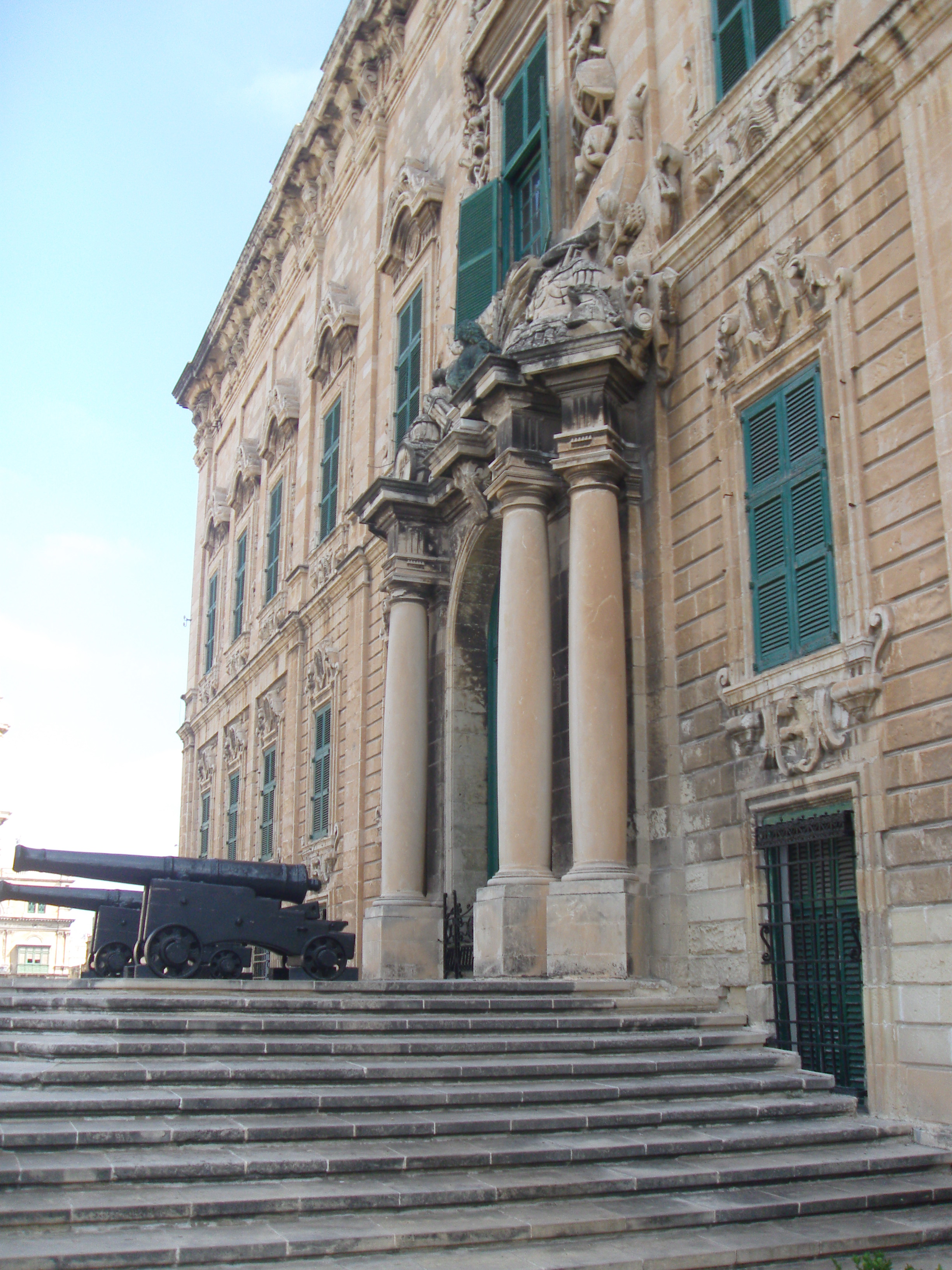
Entrada de l'Alberg de Castella

L'Alberg de Castella està situat a La Valletta (Malta) i actualment és la seu del Primer Ministre del país.
Quan els cavallers de Sant Joan van construir la ciutat de La Valletta van construir un alberg o allotjament per a cada una de les llengües de l'orde. Els albergs servien per allotjar els cavallers que no es podien costejar un habitatge a Malta, però també servien com a allotjament per a visitants i en certa manera eren també centres administratius.
L'Alberg de Castella fou la seu de la Llengua de Castella, que comprenia els regnes de Castella i Lleó i Portugal. Aquesta llengua era una de les més fortes i nombroses, i li corresponia el càrrec de Canceller. Els cavallers d'aquesta llengua eren els responsables de la defensa de les fortificacions de La Valletta i s'encarregaven de la vigilància del baluard de Santa Bàrbara. L'alberg està situat en el punt més alt de la ciutat i originalment tenia unes vistes importants, cosa que els donava gran avantatge sobre els enemics i en la defensa de la ciutat davant de les altres llengües.
L'alberg original va ser construït per l'arquitecte maltès Girolamo Cassar el 1574. Però va ser molt remodelat, gairebé reconstruït el 1741, segurament per l'arquitecte Andrea Belli, sota les ordres del Gran Mestre Manuel Pinto da Fonseca. D'aquesta reconstrucció destaca el pòrtic monumental, amb els escuts de Castella i Lleó i Portugal, així com l'escult del Mestre Pinto. L'edifici va ser malmès durant el setge de les forces franceses de 1799-1800 i sobretot durant la II Guerra Mundial (1939-1945).
Després de la marxa dels cavallers, l'Alberg de Castella va servir de quarter general per a les forces d'ocupació napoleòniques fins al 1800 quan va passar a ser el quarter de les forces britàniques. El 1972 va esdevenir l'oficina del primer ministre.

## Monedes
L'Alberg de Castella va ser escollit per ser el motiu d'una moneda commemorativa de 50 euros d'or el 2008. En el revers s'hi pot veure el pòrtic de l'edifici i en l'anvers hi ha l'Escut de Malta.